# Gottfried Lattermann
Johann Gottfried Lattermann (* 7. Juli 1879 in Morgenröthe; † 11. November 1950 in Sorga) war ein erzgebirgisch-vogtländischer Hammerherr und Mundartdichter.

## Leben
Als Kind einer bekannten Hammerherrenfamilie übernahm Lattermann nach dem Tod des Vaters 1909 die Leitung des Hammerwerks Morgenröthe im Westerzgebirge, das politisch zum Vogtland gehörte. Gottfried Lattermann absolvierte seine Reifeprüfung am Zwickauer Realgymnasium, diente im Anschluss ein Jahr beim 9. Infanterie-Regiment Nr. 133 der Sächsischen Armee in Zwickau, bevor er eine Lehre in der Wernesgrüner Brauerei begann. Seinen Abschluss im Gärungsgewerbe machte er an der Landwirtschaftlichen Hochschule Weihenstephan im oberbayerischen Freising.
Nachdem er 1909 in vierter Generation das Hammerwerk Morgenröthe, eine anerkannte Glockengießerei, übernahm, heiratete er im gleichen Jahr in Werdau Ida Liddy geb. Kretzschmar.
In seiner Freizeit widmete er sich der Dichtkunst in der Mundart des Westerzgebirges. So entstanden aus seiner Feder vermutlich zehn Lieder, als bekanntestes Dr Schwamma-Marsch, der viel Ähnlichkeit mit den Liedern von Anton Günther hat und diesem oft zugeschrieben wurde. Dieses Lied entstand 1918, als Lattermann im Hilfslazarett in Aue lag.
1938 wurde er in den Anton-Günther-Ring berufen.
Nach dem Zweiten Weltkrieg wurde sein Hammerwerk entschädigungslos enteignet. Lattermann führte sein Hammerwerk noch bis zum 1. Juni 1946. Er goss viele der bekannten Platten der Gedenksteine für Anton Günther. April 1947 zog er in eine Dachkammer des Volksgutes Sorga bei Auerbach, wo er drei Jahre später starb.

## Werke
Lieder
- Dr Schwamma-Marsch. (1918/als Liedpostkarte mit eigener Zeichnungerst im Selbstverlag, dann im Kunstverlag Wilhelm Vogel, Schwarzenberg)
- Trutz-Liedl. (als Liedpostkarte mit eigener Zeichnungerst im Selbstverlag, dann im Kunstverlag Wilhelm Vogel, Schwarzenberg)
- Dr tapfre Heinerich. (als Liedpostkarte mit eigener Zeichnung im Selbstverlag - Druck: Paul Beuthner, Aue)
- Dr Lockzessig.
- Glückauf un Willkomme (als Liedpostkarte mit eigener Zeichnung im Selbstverlag)
- Dr Hammerschmied.
- Mei Haamitlied.
- Winterlaahm. (Schneeschuhlied)
- Bleb raacht lang be uns!
- Schwarzbeer-Lied.

Gedichte
- Dr Anton.
- Heimatglocken.
- Dr gute Hannl.
- Wo ist Gott?
- Dr Wühler.
- Zen neie Gahr. (Watter is draußen) Nach seinem Tod erschienen als Postkarte

Schwänke
- De Schatzgräber (erschien 1933 im Verlag P. S. Caspari, Auerbach i. V. unter dem Pseudonym Johann Solam)